# Río Lozoya
Río Lozoya är ett vattendrag i Spanien. Det ligger i den centrala delen av landet, 60 km norr om huvudstaden Madrid. Río Lozoya ligger vid sjön Pontón de la Oliva.